# Cheiramiona lejeuni
Cheiramiona lejeuni là một loài nhện trong họ Miturgidae.
Loài này thuộc chi Cheiramiona. Cheiramiona lejeuni được miêu tả năm 2003 bởi Lotz.